# Slope
Slope so naselje v Občini Hrpelje - Kozina.

## Znane osebnosti
- Zlatko Klun, glasbenik